# هيذر لوكلير
هيذر لوكلير الدين (بالإنجليزية: Heather Locklear) (من مواليد 25 سبتمبر 1961) هي ممثلة أميركية. قامت بأشهر أدوارها في مسلسل ملروس بليس، والتي نالت عن هذا الدور أربع ترشيحات غولدن كأفضل ممثلة - مسلسل تلفزيوني درامي.

## وصلات خارجية
- هيذر لوكلير على موقع IMDb (الإنجليزية)
- هيذر لوكلير على موقع ميتاكريتيك (الإنجليزية)
- هيذر لوكلير على موقع روتن توميتوز (الإنجليزية)
- هيذر لوكلير على موقع قاعدة بيانات الأفلام العربية
- هيذر لوكلير على موقع ألو سيني (الفرنسية)
- هيذر لوكلير على موقع أول موفي (الإنجليزية)
- هيذر لوكلير على موقع قاعدة بيانات الأفلام السويدية (السويدية)
- هيذر لوكلير على موقع إن إن دي بي (الإنجليزية)
- هيذر لوكلير على موقع قاعدة بيانات الفيلم (الإنجليزية)
- هيذر لوكلير على موقع ليتربوكسد (الإنجليزية)
- heather_locklear في موقع بيبول.كوم